# Дута
Дута (бур. Дүтэ) — деревня в Аларском районе Усть-Ордынского Бурятского округа Иркутской области. Входит в муниципальное образование «Табарсук».

## Географическое положение
Деревня находится примерно в 18 км к северо-востоку от районного центра.

## Внутреннее деление
Состоит из 1-й улицы (Дутинская).

## Происхождение названия
Название населённого пункта, предположительно, происходит от бурятского дуутай — «шумный», «звучный». Есть данные, что это название перешло к деревне от исчезнувшей ныне реки, ранее протекавшей в её окрестностях. По другой версии, данный топоним происходит от бурятского дүтэ — «близко», «близкий».

## Население
| 2002 | 2010 | 2011 | 2012 |
| ---- | ---- | ---- | ---- |
| 155  | ↘96  | →96  | ↘94  |